# الجانب الأخر
الجانب الأخر هو برنامج وثائقي حواري ثبته قناة الجزيرة من تقديم علا الفارس  ، يتناول البرنامج جانب أخر «غير المعلن» عن حياة الشخصيات البارزة والقيادية من الصف الأول في العالم إنطلاقا من مرحلتي الطفولة والشباب، وصولا إلى المرحلة الراهنة التي برزت فيها كشخصية فاعلة ومؤثرة.نتعمق في طبيعة الشخصية بشكل مبتكر وغير رسمي، ونبرز المحطات الفارقة التي مثلت تحولاً كبيرا في حياتهم.

## ضيوف البرنامج
| إسم الضيف            | معلومات عن الضيف                                                                    | الجنسية | تاريخ بث الحلقة                        | المصادر                            |
| -------------------- | ----------------------------------------------------------------------------------- | ------- | -------------------------------------- | ---------------------------------- |
| خالد مشعل            | رئيس حركة حماس بالخارج                                                              | فلسطين  | يوم الجمعة 12 أغسطس/اب 2022            | [ 3 ] [ 4 ] [ 5 ] [ 6 ]            |
| عبد الله العطية      | وزير الطاقة القطري الأسبق، نائب رئيس مجلس الوزراء                                   | قطر     | يوم الجمعة 15 يوليو/تموز 2022          | [ 7 ] [ 8 ] [ 9 ]                  |
| عبد الفتاح مورو      | أحد القادة التاريخيين لحركة النهضة                                                  | تونس    | يوم الجمعة 10 يونيو/حزيران 2022        | [ 10 ] [ 11 ] [ 12 ]               |
| الأمير علي بن الحسين | أمير دولة الأردن، ورئيس إتحاد غرب أسيا لكرة القدم، ورئيس الإتحاد الأردني لكرة القدم | الأردن  | يوم الجمعة 28 يناير/كانون الثاني 2022  | [ 13 ] [ 14 ]                      |
| عمران خان            | رئيس وزراء باكستان الأسبق                                                           | باكستان | يوم الجمعة 17 ديسمبر/كانون الأول 2021  | [ 15 ] [ 16 ]                      |
| المنصف المرزوقي      | الرئيس التونسي الأسبق                                                               | تونس    | يوم الجمعة 12 نوفمبر/تشرين الثاني 2021 | [ 17 ] [ 18 ] [ 19 ] [ 20 ]        |
| أمين الجميل          | الرئيس اللبناني الأسبق                                                              | لبنان   | يوم السبت 10 أكتوبر/تشرين الأول 2021   | [ 21 ] [ 22 ] [ 23 ] [ 24 ] [ 25 ] |
| برهم صالح            | رئيس جمهورية العراق                                                                 | العراق  | يوم السبت 12 سبتمبر/أيلول 2021         | [ 26 ] [ 27 ] [ 28 ]               |